# 自費養成力士
自費養成力士（じひようせいりきし）とは、日本相撲協会から養成費が支給されない大相撲力士のことを指す。制度としてはすでに廃止されている。養成費が支給されない以外は番付・取組編成上他の力士と同等に扱われる。
相撲部屋の師匠にとって協会から支給される養成費は部屋の運営上欠かすことのできないものであるが、当該力士の養成費用についてはすべて師匠の負担となる。そのため、当該力士が真に関取昇進が見込めるか、師匠にとって厳しい判断を迫る制度であった。

## 新弟子対象
1956年1月場所より開始された。新弟子検査において体格検査で不合格となった者に対して適用された。当該力士は不合格となっても前相撲を取ることができ、再検査を受けて合格するか、幕下に昇進するまで養成費の不支給は続いた。
この制度を利用して初土俵を踏み、のちに関取に昇進した力士としては、横綱・北の富士勝昭や前頭筆頭・浅瀬川健次がいる。
翌1957年に下記の人員削減に置き換わる形で廃止された。これ以降、新弟子検査の不合格者が前相撲に進む制度は設けられていない。

## 人員削減
1957年5月場所より開始された。初土俵から5年（当時は年4場所のため通算20場所）を経過しても幕下に昇進できない力士に対して適用された。関取昇進の見込みがない力士に対する事実上の引退勧告であるが、大器晩成ということもありうるため、当該力士及び師匠の双方が希望すれば現役を続行することは可能である。なお初土俵からの場所数は初の九州場所が開催された1957年11月場所から通算25場所となり、年6場所制が施行された1958年1月場所からは通算30場所とされた。協会は「人員削減」の語を用いたが、報道等では「足切り」の語が用いられた。後年では「定年制度」と表現される。
制度導入の背景として、1957年3月2日の衆議院予算委員会において社会党衆議院議員の辻原弘市が「協会は公益法人でありながら興行的だ」と指摘したことによる。4月3日の衆議院文教委員会における武蔵川（元幕内出羽ノ花）らの答弁を基に、協会は急速な改革を迫られることとなった。この直後に協会理事長に就任した時津風（元横綱・双葉山）は、改革の一つとして、「冗員の整理」を掲げた。制度導入の1957年5月場所では大量の廃業者が出た。
1967年3月場所限りで廃止された。これ以降、成績不振を理由として協会から引退を促す制度は設けられていない。翌5月場所には幕内6人、十両10人を減らす番付削減が行われている。
かつては殆どが20代以下であった力士養成員が令和期になると30代以上が中心の1つとなっているため、この人員削減を復活させると幕下以下の番付が崩壊してしまう恐れがある。